# Norman Bel Geddes

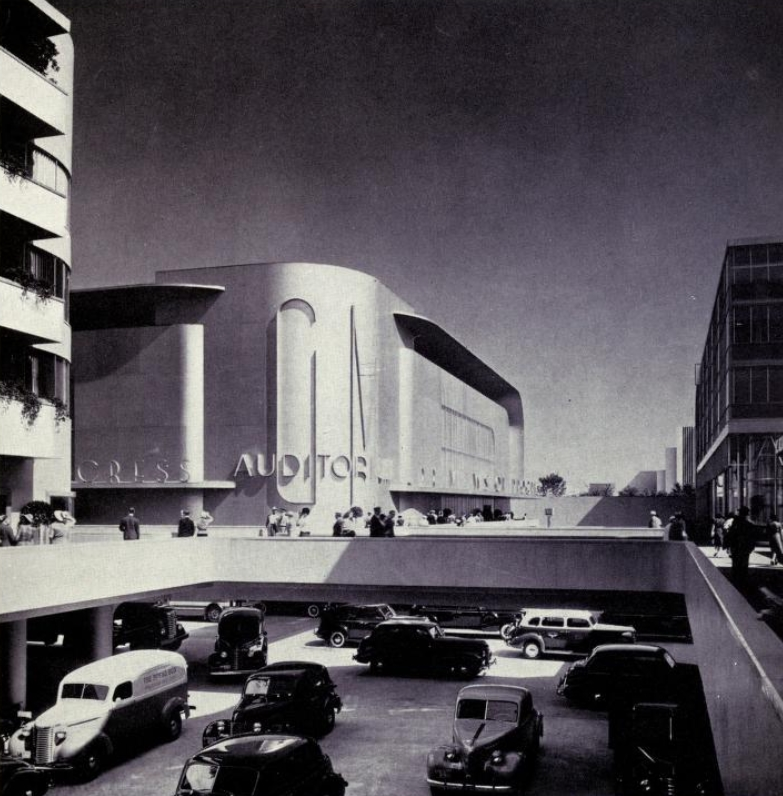
Futurama zaprojektowana na Wystawę Światową w Nowym Jorku w 1939

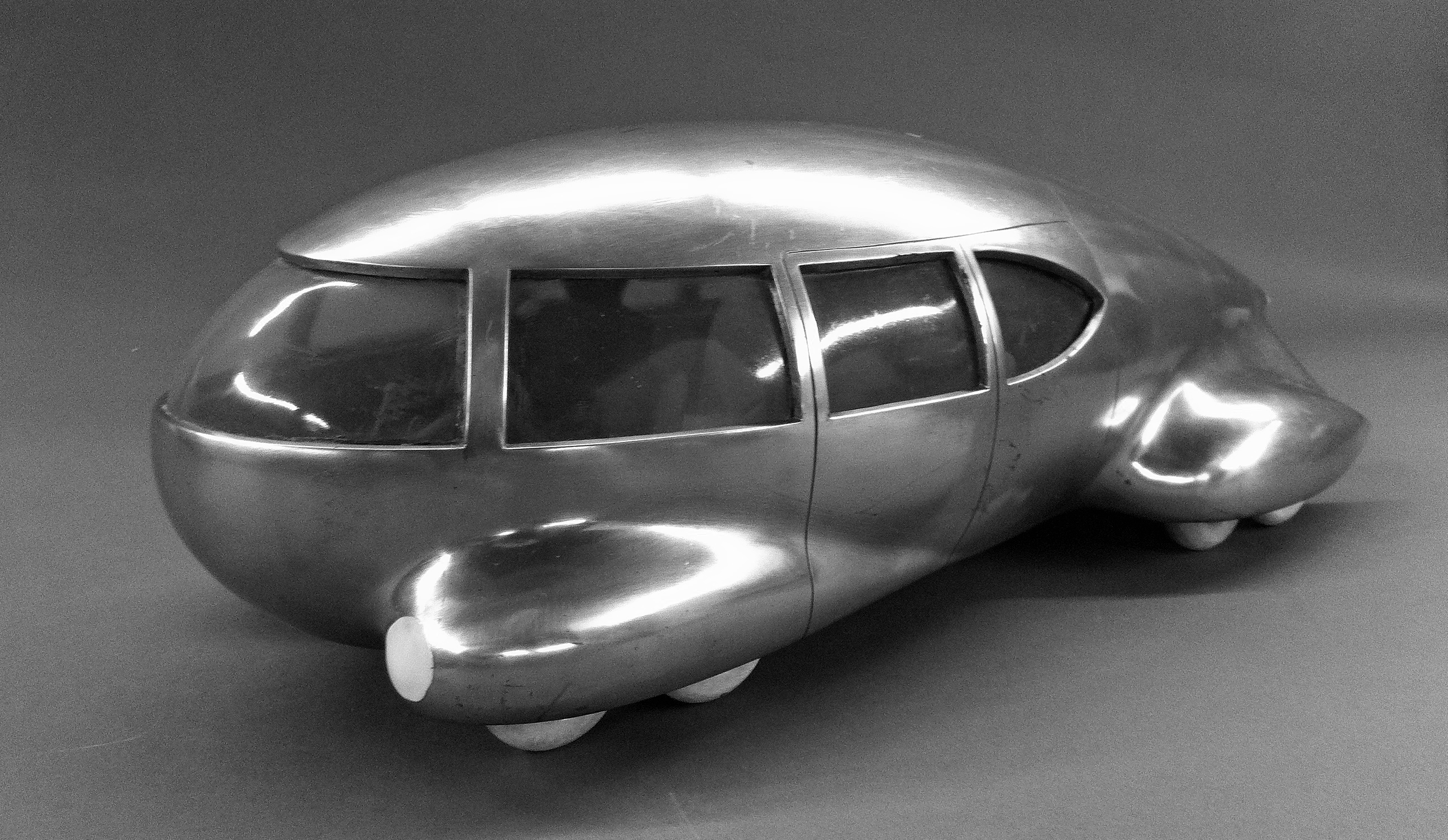
Jeden z projektów Geddesa, retrofuturystyczny pojazd o kształcie kropli

Norman Melancton Bel Geddes (ur. 27 kwietnia 1893 w Adrian; zm. 8 maja 1958 w Nowym Jorku) – amerykański projektant teatralny i przemysłowy, który skupiał się na aerodynamice.
Geddes urodził się jako Norman Melancton Geddes w Adrian w stanie Michigan i wychował się w New Philadelphia w stanie Ohio. Gdy ożenił się z Helen Belle Schneider w 1916 roku, oboje zmienili swoje nazwisko na Bel Geddes. Ich córką była aktorka Barbara Bel Geddes, która urodziła się w 1922 roku.
Rozpoczął swoją karierę projektując dla "Małego Teatru" Aline Barnsdall w Los Angeles w sezonie 1916-1917, następnie w 1918 projektował scenę dla Metropolitan Opera w Nowym Jorku. Zaprojektował scenografię do wielu sztuk teatralnych takich jak Arabesque, The Five O'Clock Girl oraz It Happened on Ice, która wyprodukowana została przez Sonję Henie.
W 1927 roku otworzył własne studio, w którym zaprojektował wiele produktów komercyjnych w tym przedmioty codziennego użytku. Był również autorem Futurama na Wystawę Światową w Nowym Jorku w 1939 przez którą chciał pokazać jak wyobraża sobie świat za 20 lat (1959-1960). Od tego pawilonu pochodzi nazwa serialu animowanego Futurama.